# Comuna Verbuvata, Hrîstînivka
Verbuvata (în ucraineană Вербувата) este o comună în raionul Hrîstînivka, regiunea Cerkasî, Ucraina, formată din satele Bahacivka, Mala Ivanivka și Verbuvata (reședința).

## Demografie
Componența lingvistică a comunei Verbuvata
     Ucraineană (98,73%)
     Rusă (1,11%)
Conform recensământului din 2001, majoritatea populației comunei Verbuvata era vorbitoare de ucraineană (98,73%), existând în minoritate și vorbitori de rusă (1,11%).